# Banca Popolare dell'Etruria e del Lazio
La Banca Popolare dell'Etruria e del Lazio S.C., o brevemente Banca Etruria, è stata una banca popolare dal forte presidio territoriale nel Centro Italia, con sede ad Arezzo e con una base azionaria di oltre 62.000 soci.
Con decreto del 22 novembre 2015 è stata posta in liquidazione coatta amministrativa insieme ad altre tre banche della stessa dimensione medio-piccola. Dal giorno successivo alla messa in liquidazione è stata rifondata attraverso una cessione a favore di una "banca ponte", denominata Nuova Banca dell'Etruria e del Lazio S.p.A. in breve Nuova Banca Etruria, che ne ha proseguito l'attività grazie all'eliminazione delle sofferenze e a una ricapitalizzazione. La bad bank che residua dall'operazione avrà un'esistenza la cui durata sarà legata al tempo necessario a vendere o realizzare le sofferenze della vecchia banca. Il nuovo istituto bancario non è più una banca popolare.
Il 10 maggio 2017 si è perfezionata la cessione a Unione di Banche Italiane S.p.A. (UBI Banca) di Nuova Banca dell'Etruria e del Lazio S.p.A.
Conseguentemente con provvedimenti della Banca d'Italia è stata dichiarata la cessazione della qualifica di "ente ponte" dell'intermediario che prosegue l'attività nell'ambito del Gruppo UBI.

## Storia
Le origini della Banca Popolare dell'Etruria e del Lazio risalgono al 5 gennaio 1882 quando venne fondata la Banca Mutua Popolare Aretina da parte di esponenti della massoneria toscana. Successivamente l'istituto assorbe altri istituti bancari delle zone vicine a quella di Arezzo, tra cui nel 1938 la Banca Popolare di Sansepolcro che era stata fondata nel 1888. Nel 1971 la Banca Mutua Popolare Aretina aggrega la Popolare Senese e la Banca Popolare della Provincia di Livorno, dando vita alla "Banca Popolare dell'Etruria". Vengono incorporate Banca Popolare di Montepulciano (nel 1972), Banca Popolare di Cagli (nel 1982) e Banca Popolare di Gualdo Tadino (nel 1987). Il 31 dicembre 1988 dalla fusione fra la "Banca Popolare dell'Etruria" e la "Banca Popolare dell'Alto Lazio" nasce la Banca Popolare dell'Etruria e del Lazio, banca che getta le basi per un ulteriore sviluppo in Italia centrale con un'espansione della rete commerciale in Lazio, Abruzzo, Toscana, Umbria e Marche, fino a Milano.
Nel 1990 avviene l'incorporazione della Banca Cooperativa di Capraia Montelupo e Vitolini. Il titolo Banca Popolare dell'Etruria e del Lazio viene quotato alla Borsa Italiana nel 1998. Nel 1999 viene inaugurato il Centro Direzionale in via Calamandrei ad Arezzo. Nel 2001 viene registrato il marchio commerciale. Il 2 aprile dello stesso anno il titolo entra nell'indice FTSE Italia STAR della Borsa Italiana. Banca Etruria acquisisce nel 2006 la Banca Federico Del Vecchio, storica banca privata fiorentina
L'Assemblea straordinaria dei soci approva nel 2008 Banca Etruria come nuovo nome commerciale del gruppo. Nel luglio dello stesso anno entra nel gruppo anche Banca Lecchese. Nel 2012 vengono incorporate ConEtruria S.p.A. ed Etruria Leasing S.p.A.. Il 13 dicembre 2013 la banca emette un comunicato al mercato nel quale si comunica che l'istituto è alla ricerca di un gruppo bancario di "elevato standing" con cui definire un processo di integrazione e/o aggregazione su indicazione della Banca d'Italia. L'11 agosto 2014 il Consiglio di Amministrazione conferisce mandato al presidente Lorenzo Rosi di definire modalità e adempimenti che possano condurre in un futuro prossimo alla trasformazione della Banca in società per azioni.

### L'insolvenza
Ai sensi dell'art. 70, comma 1, lett. B) e dell'art. 98 del Testo Unico Bancario la Banca dell'Etruria è stata commissariata dal Ministero dell'Economia e delle Finanze, con Decreto n. 45 del 10 febbraio 2015, su proposta dalla Banca d'Italia. La proposta di amministrazione straordinaria è stata formulata a seguito delle risultanze degli accertamenti ispettivi avviati dalla Banca d'Italia che hanno fatto emergere gravi perdite del patrimonio. Le perdite, dovute alle consistenti rettifiche sul portafoglio crediti, consistono in un passivo di 526 milioni di euro, in crediti deteriorati per 2,8 miliardi di euro (due miliardi di sofferenze e 800 milioni di incagli) e per il Core Tier1 (parametro richiesto dagli accordi di Basilea sul funzionamento del sistema bancario internazionale) sceso al 5,9%, al di sotto dei limiti minimi prudenziali richiesti. Al termine delle contrattazioni del giorno successivo Borsa Italiana sospende il titolo che non verrà più riammesso alle negoziazioni.

#### Il decreto-legge 183/2015
Il 22 novembre 2015 il Consiglio dei ministri approva il decreto-legge n. 183, che, su proposta della Banca d'Italia, ha disposto la risoluzione dell'istituto come da normativa BRRD (Bank Recovery and Resolution Directive) recepita appena 6 giorni prima con il D.Lgs 180/2015 del 16 novembre. La risoluzione prevede, quale strumento per l'assorbimento delle perdite, il ricorso all'azzeramento totale del valore degli strumenti di investimento più rischiosi, le azioni e le obbligazioni subordinate, entrambe forme d'investimento esposte per loro natura al rischio d'impresa.
I commissari sono decaduti il 22 novembre in seguito alla cessione della vecchia banca, posta in liquidazione coatta amministrativa, a favore della nuova (cosiddetta Bridge Bank, "banca ponte") denominata Nuova Banca dell'Etruria e del Lazio S.p.A. che ne ha assorbito i diritti, le attività e le passività positive, con esclusione delle passività subordinate, e ha iniziato ad operare il 23 novembre, dopo essere stata autorizzata dalla Banca d'Italia il giorno precedente. Banca d'Italia ne aveva anche nominato il Consiglio di Amministrazione, presieduto da Roberto Nicastro.
Invece i prestiti in sofferenza che residuano dopo l'assorbimento delle perdite dalle azioni e dalle obbligazioni subordinate sono confluiti in una bad bank unica, priva di licenza bancaria, assieme a quelli di Banca delle Marche, Cassa di Risparmio di Ferrara e Cassa di Risparmio della Provincia di Chieti che hanno avuto analogo epilogo. La bad bank cercherà di collocare sul mercato gli asset a operatori specializzati, avendo ricevuto in carico questi crediti al valore attuale dopo una pesante svalutazione dei valori iscritti a libro contabile. Anche la nuova banca sarà comunque collocata sul mercato a un prezzo che si ipotizza maggiore della capitalizzazione effettuata dal fondo nazionale di risoluzione, ammontante a 442 milioni di euro, oltre ad avere coperte le perdite patrimoniali dovute alla svalutazione dei crediti confluiti nella bad bank. Al Fondo di risoluzione partecipano tutti gli istituti italiani che sono stati chiamati a versarvi le quote anticipate dei primi 3 anni per concludere l'operazione del controvalore di circa 3,6 miliardi di euro, di cui nessuno proveniente dallo Stato.

### Perfezionamento della cessione a UBI Banca

Logo dopo la rifondazione

Il 10 maggio 2017 si è perfezionata la cessione a Unione di Banche Italiane S.p.A. (UBI Banca) di Nuova Banca dell'Etruria e del Lazio S.p.A.
Conseguentemente con provvedimenti della Banca d'Italia è stata dichiarata la cessazione della qualifica di "ente ponte" dell'intermediario che prosegue l'attività nell'ambito del Gruppo UBI.

## Territorio, arte e cultura (fino al 2015)

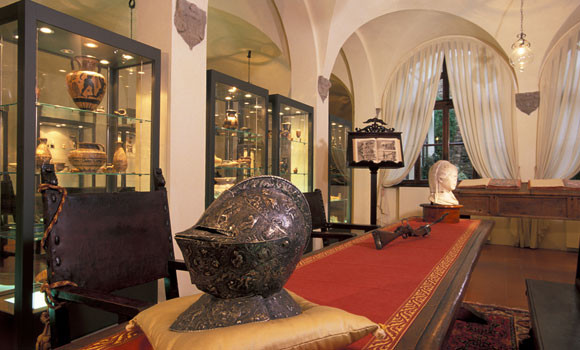
Casa Museo Ivan Bruschi, particolare degli interni

### Fondazione Ivan Bruschi
La banca, anche attraverso l'amministrazione della Fondazione Ivan Bruschi, concretizza il proprio impegno in favore del territorio e della collettività attraverso il sostegno a progetti culturali, sociali, sportivi e di solidarietà.
La Fondazione Ivan Bruschi è un punto di riferimento nel settore dell'antiquariato e fornisce un supporto di qualità alle molteplici attività di un comparto di notevole rilievo culturale ed economico per la città di Arezzo. L'istituto sostiene progetti di educazione e formazione in materia di arte e iniziative volte a promuovere la valorizzazione della cultura antiquaria e del collezionismo.
La Fondazione si compone di due importanti poli. La Casa Museo di Ivan Bruschi, situata nel trecentesco Palazzo del Capitano del Popolo, davanti alla Pieve di Santa Maria, che ospita l'eclettica collezione di Ivan Bruschi composta da diecimila pezzi tra mobili, dipinti, sculture, libri, vetri, ceramiche, argenterie, gioielli, arnesi da lavoro e monete. La Casa dedica inoltre ai bambini un percorso di visita guidata dai contenuti speciali, che si conclude con attività ludico-didattiche all'interno di uno spazio allestito ad hoc per i “piccoli collezionisti”.
La Galleria Ivan Bruschi di Piazza San Francesco, nel cuore della città, accanto alla Basilica di San Francesco che custodisce il celebre ciclo di affreschi La leggenda della Vera Croce di Piero della Francesca, rappresenta uno spazio espositivo innovativo. Dal 6 maggio al 23 luglio 2017 ospita per la prima volta in Italia la videoinstallazione Tristan's Ascension del maestro americano della videoarte Bill Viola.
La Fondazione ha ampliato le sue attività espositive e socio-educative nei nuovi locali dell'adiacente Palazzo della Fonte, distrutto durante la Seconda Guerra Mondiale e ricostruito grazie a Banca Etruria nel 2014.

### Esposizioni e iniziative culturali
- Archivio Gamurrini: Banca Etruria ha sostenuto la digitalizzazione, curata da Franca Maria Vanni, dell'Archivio Gamurrini: una raccolta di lettere e appunti redatti dall'insigne studioso e funzionario statale Gian Francesco Gamurrini (Monte San Savino 1835 - Arezzo 1923), conservate presso il Museo Archeologico di Arezzo.[senza fonte]
- Invito a Palazzo: Banca Etruria è stata tra i primi istituti bancari ad aver aderito al progetto promosso nel 2002 dall'Associazione Bancaria Italiana per promuovere la conoscenza del patrimonio artistico delle banche italiane, che ogni anno investono notevoli risorse nella tutela dei palazzi storici e delle opere d'arte che possiedono[12].
- Mostre: Banca Etruria ha concretizzato il suo impegno celebrando i grandi artisti con l'esposizione dedicata alla famiglia dei Della Robbia, protagonista dell'evento organizzato tra il 21 febbraio e il 7 giugno 2009, e con quella dedicata a Piero della Francesca, dal 31 marzo al 22 luglio 2007[13].
- Calendari d'autore: la banca porta avanti una tradizione avviata da diversi anni, che ha visto alternarsi artisti come Clet, Pizzichini Fani e Nano Campeggi nella creazione di omaggi finalizzati anche alla valorizzazione d'impresa in ambito locale. Per la realizzazione sono infatti sempre stati scelti artisti locali e tematiche legate ai territori di riferimento.
- Mudas Museam: Banca Etruria ha supportato la Diocesi di Arezzo per il progetto di allestimento del museo, situato in uno dei luoghi più centrali e visitati della città, così da aprire al pubblico la collezione e la rappresentanza storica del Palazzo vescovile.
- Giostra del Saracino: la banca sostiene l'organizzazione della manifestazione cavalleresca in ogni sua edizione. Nell'edizione del 18 giugno 2013, inoltre, è stata inaugurata in Piazza Grande la nuova tribuna finanziata da Banca Etruria e grazie alla quale un maggior numero di spettatori può adesso ammirare la Giostra del Saracino.[senza fonte]

### Eventi con finalità sociali
- Festa Famiglia Etruria: da alcuni anni l'istituto aderisce all'iniziativa promossa dal Corriere della Sera “Bimbi in Ufficio” e organizza la festa della famiglia invitando i propri dipendenti a portare con sé in ufficio i figli fino a 10 anni per un pomeriggio di festa insieme.
- Festa dello Sport: la banca sostiene iniziative nell'ambito del sociale e nel mondo dello sport offrendo sponsorizzazione a diverse squadre locali. Ogni anno, tutte le società e gli atleti sponsorizzati nella stagione sportiva corrente vengono ospitati al Centro Direzionale di via Calamandrei per la Festa dello Sport.

### Opere di restauro
- I restauri della cappella di Piero della Francesca: Banca Etruria ha sostenuto il restauro del famoso ciclo di affreschi della Leggenda della Vera Croce, conservato nella Basilica di San Francesco ad Arezzo.
- Restauro del Crocifisso di Cimabue: Banca Etruria ha finanziato il progetto di recupero del crocifisso ligneo custodito nella Chiesa di San Domenico di Arezzo.
- Restauro della Croce del Pratomagno: Banca Etruria ha finanziato nel 2013 il progetto di recupero della croce monumentale che sorge nel Comune di Loro Ciuffenna.
- Riqualificazione della Basilica di San Francesco: Banca Etruria in collaborazione con la Soprintendenza di Arezzo ha avviato un programma di valorizzazione della Basilica di San Francesco ad Arezzo.
- Ricostruzione del Palazzo della Fonte: Banca Etruria ha portato a termine i lavori di ricostruzione dello storico palazzo di fronte alla Pieve romanica di Santa Maria, in Corso Italia ad Arezzo, distrutto dai bombardamenti del 1944.

### Attività editoriali
Il legame dell'istituto con il territorio si concretizza anche in attività editoriali che comprendono riviste, volumi e newsletter di settore, con contributi delle più autorevoli firme del giornalismo, dell'economia e della cultura. 
- Etruria Oggi: Pubblicata fin dal 1980, è la rivista quadrimestrale della banca, insieme al suo supplemento Etruria Oggi Informa[14].
- Le Città Ritrovate: collana che l'istituto dedica ai luoghi più belli e famosi del territorio in cui opera e che raccoglie le testimonianze di viaggio di illustri scrittori, artisti e viaggiatori europei e americani dal Cinquecento al Novecento[15]. La collana si presenta con una serie di album iconografici e una serie di volumi descrittivi.

### AccadEtruria
La banca si occupa anche di formazione tecnica. A questo scopo ha dato vita ad AccadEtruria, l'Accademia della Formazione che offre occasioni di approfondimento e di formazione tecnica rivolta non solo ai dipendenti, ma anche agli imprenditori del territorio. A tale scopo organizza periodicamente eventi e iniziative.

### Sponsorizzazioni sportive
Banca Etruria è sponsor della squadra del Baseball Softball Club Arezzo.

## Nuova Banca dell'Etruria e del Lazio
Il 10 maggio 2017 si è perfezionata la cessione a Unione di Banche Italiane S.p.A. (UBI Banca) di Nuova Banca dell'Etruria e del Lazio S.p.A., che prosegue l'attività nell'ambito del Gruppo UBI.
Il Consiglio di Amministrazione è composto da:
- Presidente: Osvaldo Ranica
- Amministratore delegato: Silvano Manella
- Consigliere indipendente: Maria Pierdicchi

La presidente del collegio sindacale è Albina Candian.
Nuova Banca dell'Etruria e del Lazio S.p.A. è stata ridenominata in Banca Tirrenica S.p.A.
In data 27 novembre 2017 Banca Tirrenica S.p.A. è stata fusa per incorporazione in UBI Banca S.p.A. insieme a Banca Federico Del Vecchio S.p.A.

### Società
Nell'ambito della cessione di Nuova Banca Etruria a UBI Banca sono attive le seguenti società:
- Banca Federico Del Vecchio S.p.A.: Boutique fiorentina per la gestione del Wealth Management del Gruppo Banca Etruria. Opera con 6 sportelli presenti nel capoluogo toscano.
- Etruria Informatica S.r.l.: Società strumentale di riferimento per l'Information Technology del Gruppo Banca Etruria.
- BancAssurance Popolari S.p.A.: Compagnia nata nel 2000, specializzata nell'offerta assicurativa del ramo Vita.
- BancAssurance Popolari Danni S.p.A.: Compagnia, nata nel 2007, specializzata nell'offerta di prodotti nel ramo danni.
- Oro Italia Trading S.p.A.: operatore specializzato nel settore dell'intermediazione di metalli preziosi.
- Mecenate S.r.l.: Società veicolo costituita per il perfezionamento di operazioni di cartolarizzazioni, ai sensi e per gli effetti della Legge 130/1999.